# Ciudadela Robledo

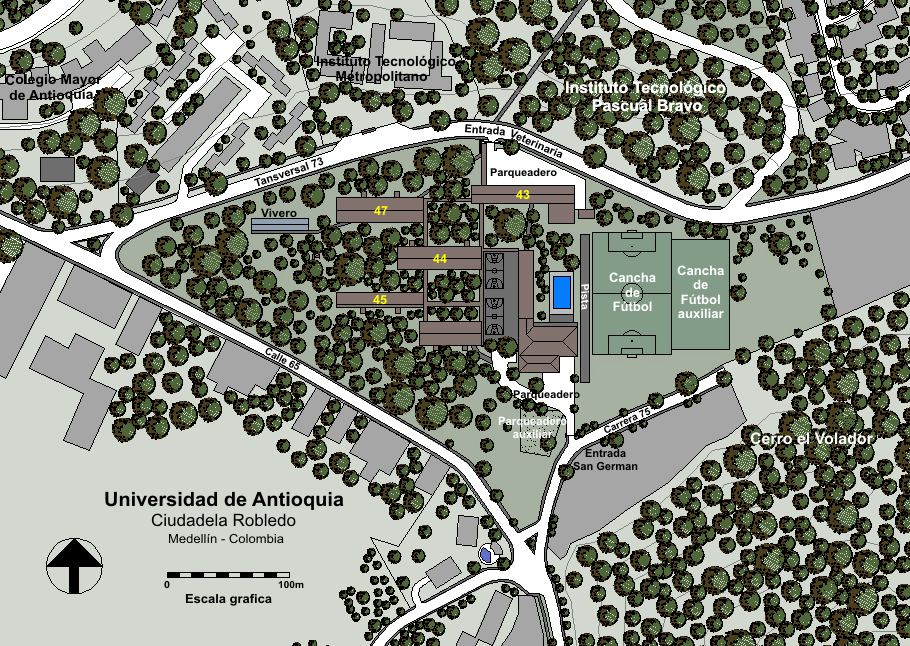
Mapa de la Ciudadela Robledo.

La Ciudadela Robledo o Ciudadela Universitaria de Robledo es uno de los campus de la Universidad de Antioquia ubicados en la ciudad de Medellín, Colombia. También se le conoce como el antiguo Liceo Antioqueño el cual estaba adscrito a la Universidad y prestaba los servicios educativos de bachillerato, una vez este es cerrado en 1988, pasa a ser ocupado directamente por la Universidad. El campus se localiza al pie del Ecoparque Cerro El Volador, en el Barrio Robledo al noroccidente de la ciudad en la dirección carrera 75 N.º 65-87, cuenta con una superficie de 89.436 m² y 14.086 m² de área construida, aunque es un espacio más pequeño en comparación con la Ciudad Universitaria, también es generoso en espacios abiertos, zonas peatonales y áreas verdes. Además, la Ciudadela en su área de influencia se encuentra cerca de otras instituciones de educación superior, como: el Tecnológico de Antioquia, la Facultad de Minas de la Universidad Nacional de Colombia, el Colegio Mayor de Antioquia, el Instituto Tecnológico Metropolitano -ITM-, Instituto Técnico Industrial  Pascual Bravo, la Institución Universitaria ESUMER, la Universidad Santo Tomás, entre otros.
La biblioteca de la Ciudadela Robledo es conocida por su Colección de Patrimonio Documental Conformada por documentos de medicina veterinaria y zootecnia, publicados antes de 1950 con gran valor histórico. 
También dispone de una unidad deportiva, cuenta con un área de 12.200 m² aproximadamente, aunque es más modesta incluye dos canchas de fútbol con superficie en grama (aunque en realidad se trata más de una área flexible que los mismos estudiantes subdividen en más canchas según sus necesidades); una piscina semiolímpica, dos canchas adaptadas para baloncesto y microfútbol y cancha de balonmano. La ciudadela alberga la Facultad de Ciencias Agrarias, la Escuela de Nutrición y Dietética y el Instituto de Educación Física. Además cuenta con la Clínica Veterinaria para pequeñas especies.

## Historia

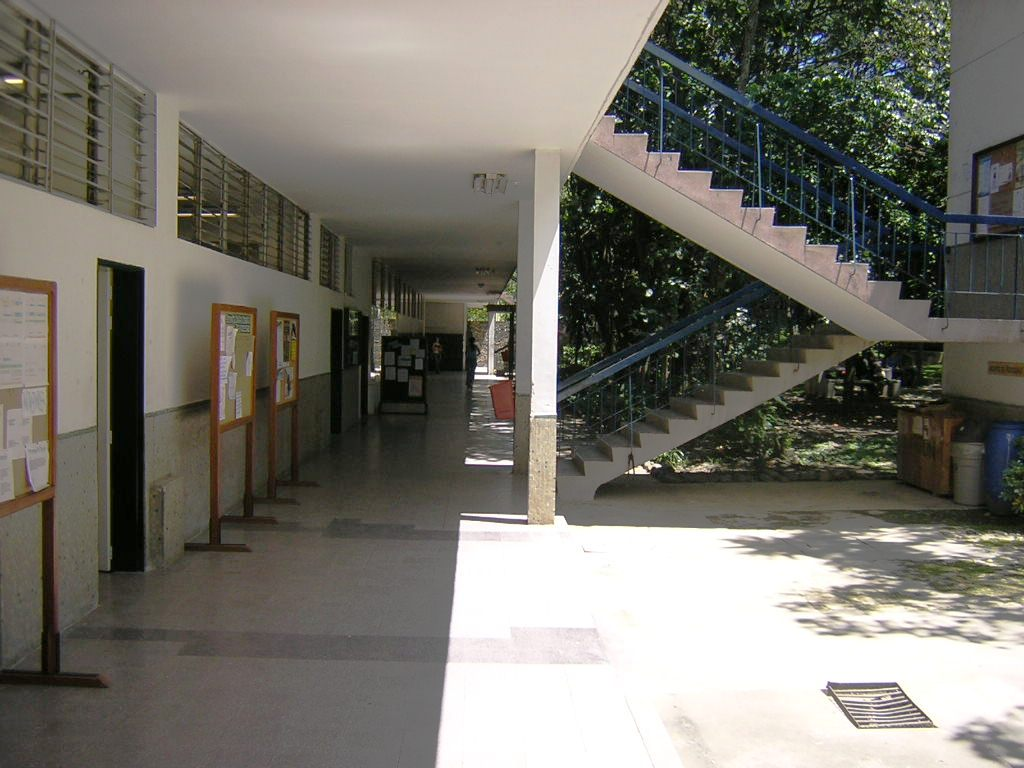
Corredor del bloque 46, Ciudadela Robledo.

La Ciudadela Robledo, tiene un antecedente que hace parte fundamental de la historia de la Universidad: el Liceo Antioqueño, el cual funcionó en el edificio de San Ignacio desde su fundación en 1903 hasta la década de 1950, cuando fue trasladado a la que es hoy es la Ciudadela.
Los terrenos en que se localiza la Ciudadela fueron consecuencia de una donación que realizó el Departamento de Antioquia el 1 de marzo de 1950 a la Universidad, durante la rectoría del doctor Gustavo Uribe Escobar. La propiedad constaba de dos lotes y una casa con solar, que consecutivamente se le añadió otro lote, esta vez entregado por la nación, el 26 de marzo de 1954. Originariamente estos terrenos fueron destinados para la edificación de las instalaciones del Liceo Antioqueño, incluyendo igualmente una franja de tierra para la edificación de la estructura del Instituto Tecnológico Pascual Bravo, dando lugar a una amplia zona de instituciones educativas. El diseño de la obra estuvo a cargo de los arquitectos Jorge Manjarrés y Raúl Fajardo.
Una vez el Liceo Antioqueño es cerrado en 1988 por razones de orden público, pasa a ser ocupado directamente por la Universidad. La Facultad de Ciencias Agrarias después de transitar por diferentes espacios físicos de la universidad, es la primera en llegar y de establecerse en la Ciudadela en 1989, gracias a la gestión del doctor Luis Javier Arroyave Morales, rector de la Universidad de Antioquia en ese momento. Luego le sigue la Escuela de Nutrición y Dietética en 1991, consiguiendo así sede propia, y por último, el Instituto de Educación Física por motivos de espacio en la Ciudad Universitaria se traslada en 1997 a Robledo, mejorando considerablemente la infraestructura para el desarrollo de sus programas académicos, actividades deportivas, investigativas y de extensión.